# Arkadi Nikolajewitsch Jermakow

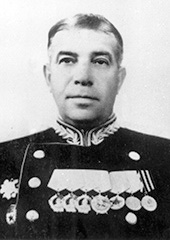
Arkadi Nikolajewitsch Jermakow

Arkadi Nikolajewitsch Jermakow (russisch: Аркадий Николаевич Ермаков; * 10. Septemberjul. / 22. September 1899greg. in Mzensk; † 25. Oktober 1957 in Moskau) war im Zweiten Weltkrieg Generalleutnant (1944) der Roten Armee.

## Leben

### Im Bürgerkrieg
Im August 1918 trat er in die Rote Armee ein und kam zum 2. Orlowsker-Regiment. Er kämpfte während des Russischen Bürgerkriegs an den östlichen und südlichen Fronten und beteiligte sich an der Unterdrückung der Aufständischen im Raum Woronesch sowie 1921 am Sowjetisch-Georgischen Krieg. Ende 1918 diente er zunächst in einem Reservebataillon im Orjoler Militärbezirk, ab Januar 1919 in einem separaten Bataillon der 2. Schützendivision. Ab August 1919 kämpfte er als Maschinengewehrschütze gegen die Weißen Kosaken unter A. I. Dutow in der Region Orenburg bei der 49. Schützendivision und ab Dezember 1919 bei der 4. Schützendivision. Im Januar 1920 wurde er zum stellvertretenden Kommandeur der Maschinengewehrkompanie des 2. Schützenregiments bei der 8. Armee ernannt. Ab September 1920 stand er im Verband des 1. Schützenregiment bei der 7. Armee.

### In der Zwischenkriegszeit
Nach den Kriegen wurde er Kommandeur eines Schützenpanzers im 277. Schützenregiment und ab 1921 war er stellvertretender Kommandeur einer Maschinengewehrkompanie beim 192. Schützenregiment der 22. Schützendivision und danach in der gleichen Position beim 39. Schützenregiments der 13. Schützendivision. 1924 absolvierte er die Kiewer Infanterieschule. Im September 1924 führte er eine Trainingsgruppe im 135. Schützenregiment, ab Oktober 1925 war er wieder Kommandeur einer Maschinengewehrkompanie und ab Oktober 1929 Kommandeur einer Übungskompanie der 45. Schützendivision. 1931 absolvierte er Kurse für Kommandeure an der Höheren Schützen-Lehreinrichtung des Komintern „Wystrel“, im Jahr 1932 einen Kurs zur Verbesserung des Kommandopersonal der neuen Panzerwaffe. 1937 absolvierte er einen Lehrgang an der Militärakademie für Mechanisierung und Motorisierung. Im Oktober 1931 wurde er Kommandeur eines Bataillons des 135. Schützenregiments und ab September 1932 führte er ein separates motorisiertes Schützenbataillons der 135. Schützenbrigade. Im März 1933 wurde er Kommandeur eines Übungsbataillons der motorisierten Truppe und 1935 zum Major befördert. Im November 1936 erhielt er das Kommando über das 299. Infanterieregiment der 100. Schützendivision, im Juni 1938 wurde er selbst Kommandeur dieser Division und am 16. August 1938 zum Obersten befördert.

### Am Beginn des Zweiten Weltkrieges
Mitte September 1939 nahm seine 299. Division im Rahmen des 16. Schützenkorps bei der 11. Armee (General Medwedew) der Weißrussischen Front (Armeegeneral M. P. Kowaljow) an den Feindseligkeiten in Ostpolen teil. Nach seiner Beförderung zum Brigadegeneral, welche am 10. Februar 1939 erfolgte, nahm er ab 16. Dezember 1939 mit seiner Division am Sowjetisch-Finnischen Krieg teil. Während des Durchbruchs an der Mannerheim-Linie befand sich seine Division aber in Reserve der 7. Armee. Im Februar 1940 beteiligten sich seine Truppen am Hauptangriff des 50. Schützenkorps in der befestigten Region von Suma Hawtin, zwischen dem Summajarvi-See und dem Summajoki Fluss. Im März 1940 rückte die 100. Schützendivision als Teil des 34. Schützenkorps nordöstlich der Stadt Wyborg in Richtung auf Koivikhovi Tammjsuo – Sementtivalimo und Häyrju vor.
Am 4. April 1940 wurde Jermakow zum Generalmajor befördert und befehligte seine Division während der Besetzung von Bessarabien beim Einmarsch in der nördlichen Bukowina. Am 29. Juli 1940 übernahm er die Führung des 2. Schützenkorps des Sondermilitärbezirks Baltikum, der dann in Militär-Sonderbezirk West umbenannt wurde.

### Im Großen Vaterländischen Krieg
Zu Beginn des Vaterländischen Krieges (Juni 1941) befand sich das 2. Schützenkorps (100. und 161. Schützendivision) in Reserve der Westfront (Armeegeneral Pawlow), wurde dann aber während der Kesselschlacht von Minsk, Teil der 13. Armee. Ende Juni 1941 wurde das Korps von A. N. Jermakow zusammen mit dem 44. Schützenkorps zum befestigten Raum von Minsk gesandt, um den Vormarsch der deutschen Panzergruppe 3 aufzuhalten. Die Gruppe Jermakow musste sich nach Borissow hinter den Fluss Beresina zurückziehen und dann nach Süden über den Fluss Dnjepr nach Nowy Bychow ausweichen. Ab dem 10. Juli 1941 befehligte Jermakow die erfolglosen Gegenangriffe des 2. Schützenkorps in der Schlacht um Smolensk. Am 24. Juli wurde die übergeordnete 13. Armee der Zentralfront  und ab 15. August der Brjansker Front überstellt, in deren Rahmen die Abwehrkämpfe an den Flüssen Sosch, Sudost und Desna geführt wurden. Am 20. August 1941 wurde das 2. Schützenkorps aufgelöst.
Am 16. August 1941 wurde die erste Formation der Brjansker-Front gebildet, gleichzeitig wurde Generalmajor A. N. Jermakow zum stellvertretenden Befehlshaber der Front und gleichzeitig zum Befehlshaber der mobilen Einsatzgruppe (108. Panzerdivision, 141. Panzerbrigade, 4. Kavalleriedivision) ernannt. Diese Gruppe führte am Beginn der Roslawl-Nowosybkower Operation Gegenangriffe gegen die deutsche Panzergruppe 2 (Guderian) durch, welche die Niederlage und den desorganisierten Rückzug der 13. Armee verhinderte. Von September bis Oktober 1941 befehligte Jermakow die mobile Einsatzgruppe der Brjansker Front (bestehend aus der 52. und 55. Kavalleriedivision, der 121. und 150. Panzerbrigade, sowie die 160., 283. Schützen-Division und 2. Garde-Schützendivision). Die Gruppe Jermakow koordinierte gezielte Gegenangriffe am Frontabschnitt zwischen Lgow und Gluchow.
Am 13. Oktober 1941 wurde Generalmajor Jermakow zum Kommandeur der Reste der eingeschlossenen 50. Armee der Westfront ernannt, deren Überreste bei der katastrophalen Orjol-Brjansk-Operation den Ausbruch erkämpften. Die Gruppe Jermakow wurde mehr als einmal im Zusammenhang mit den Kämpfen um Brjansk und beim Ausbruch aus der Einkesselung öffentlich erwähnt. Der ehemalige Kommandeur der Brjansker Front, Armeegeneral A. I. Jeremenko erinnerte sich später:
„General Jermakow zeigte unter unglaublich schwierigen Bedingungen, große Initiative und Ausdauer, sowohl als begabter Kommandeur und auch als Mann mit großem persönlichem Mut“
Die Gruppe Jermakow führte auch die folgenden Abwehraktionen in der Schlacht um Tula. Die deutsche Panzergruppe 2, die Anfang Oktober über eine Woche im Raum Mzensk aufgehalten worden war, nahm die Offensive wieder auf, um die Stadt Tula vom Süden her zu umgehen. Unter dem Druck der deutschen Streitkräfte waren die sowjetischen Truppen gezwungen, sich in nordöstlicher Richtung nach Tula zurückzuziehen.
Am 29. Oktober 1941 wurde die südliche Kampfabteilung der Stadt Tula unter der Leitung von Major Krawtschenko gebildet, welche am folgenden Tag die Vorhut der Panzergruppe 2 entgegentrat. Versuche der deutschen Truppen, Tula frontal zu erobern und auch von Norden her zu umgehen, wurden von den sowjetischen Truppen unter aktiver Beteiligung der Garnison und des Arbeitsregiments von Tula zurückgeschlagen. Ende November durchbrachen deutsche Truppen mit Unterstützung der Luftfahrt die Verteidigung der Armee in Richtung Dedilowo und begannen, eine Offensive gegen die Städte Stalinogorsk und Wenew zu entwickeln. Um das weitere Vordringen des Feindes zu verzögern, verstärkte Jermakow die Panzerabwehr in dieser Richtung mit Hilfe neu eingetroffener Panzerabwehr-Geschütze.
Am 22. November gelang es feindlichen Panzerformationen in die Stadt Stalinogorsk vorzudringen, dadurch war die Moskauer Schutzstellung aus dem Südosten bedroht. Am selben Tag wurde Generalmajor A. N. Jermakow auf Befehl des Befehlshabers der Westfront, G. K. Schukow, von seinem Amt entlassen und am 19. Dezember von einem Militärgericht verhaftet und vor ein Kriegsgericht gestellt. Während am 22. November die deutschen Truppen Stalinogorsk besetzten, wurde Jermakow zu fünf Jahren Haft in Zwangsarbeitslagern verurteilt. Das Urteil des Militärkollegiums des Obersten Gerichtshofs der UdSSR beraubte ihn des Weiteren seines Ranges und aller Auszeichnungen. Doch schon am 29. Januar 1942 verfügte das Präsidium des Obersten Sowjets die Begnadigung und die Rückerstattung seiner Titel und Auszeichnungen. Seit Februar 1942 stand Jermakow wieder zur Verfügung der Hauptabteilung der NRO – und ab März in der Reserve zur Verfügung des westlichen Militärbezirks.
Im Juni 1942 wurde er zum stellvertretenden Befehlshaber der 20. Armee der Westfront ernannt, die an der Verteidigung des Wolga-Brückenkopfes bei Rschew und an der Rschew-Wjasma Operation teilnahm. Dann wurde er stellvertretender Kommandeur der 49. Armee und schließlich vom 20. März bis 15. September 1943 Kommandeur der 20. Armee, die in der zweiten Staffel der Westfront eingesetzt war und die Linie südwestlich der Stadt Wjasma verteidigte.
Am 18. September 1943 wurde Jermakow zum Kommandeur des 60. Schützenkorps der 4. Stoßarmee bei der Kalininer Front (ab 20. Oktober 1943 – 1. Baltische Front) ernannt. Das Korps nahm bald an der erfolgreichen Newel-Gorodoker Operation teil.
Am 22. Februar 1944 wurde Jermakow zum Generalleutnant befördert und übernahm am 7. April das Kommando über das 23. Garde-Schützenkorps, das nacheinander Teil der 6. Gardearmee, der 51., 22., 42. Armee, der 1. Stoßarmee und der 67. Armee wurde und im Rahmen der 1. und 2. Baltischen Front operierte. Jermakows Gardetruppen nahmen im Juli 1944 an der Operation Bagration teil und kämpften bei Witebsk, Orscha, Polozk, Schaulen und vor Riga.
Nach Abschluss der Memeler Operation übernahm das Korps Jermakow die Aufgabe, die deutsche Heeresgruppe Kurland zu bekämpfen. Für die Führung und seine Tapferkeit beim Versuch, die feindliche Verteidigung am 3. Juli 1944 an der Düna zu durchbrechen, wurde er vom Kommandeur der 6. Gardearmee, Generaloberst Tschistjakow für den Titel Held der Sowjetunion vorgeschlagen, was jedoch vom obersten Präsidium nur mit der Auszeichnung des Leninordens honoriert wurde, den Jermakow durch den Erlass des Präsidiums des Obersten Sowjet der UdSSR vom 22. Juli 1944 erhielt.

### Nachkriegszeit
Nach dem Krieg befehligte A. N. Jermakow weiterhin das 23. Garde-Schützenkorps und ab Mai 1948 das 36. Garde-Schützenkorps im Militärbezirk Leningrad und Baltikum. 1950 absolvierte er die höheren akademischen Kurse an der Höheren Woroschilow-Militärakademie und ab Juni 1950 kommandierte er das 2. Garde – Schützenkorps. Im Juli 1953 wurde er leitender Militärberater beim Kommandanten der Militärregion Ostchina der Volksbefreiungsarmee. Ab April 1957 stand er zur Verfügung des Oberbefehlshabers der Landstreitkräfte der UdSSR. Jermakow starb im Oktober 1957 in Moskau und wurde auf dem Nowodewitschi-Friedhof beigesetzt.